# Paola de Martini
Paola de Martini (Milano, 9 novembre 1964) è una pilota di rally italiana.

## Biografia
La sua carriera agonistica inizia a 20 anni con le competizioni riservate alle Autobianchi A112 Abarth, dove vinse il titolo femminile; l'anno successivo passò alla guida di una Ford Escort XR3 con cui ebbe un grave incidente che la tenne provvisoriamente lontana dalle gare.
Durante l'assenza forzata concluse un accordo con la Audi per i cui colori corse nei sei anni successivi a bordo di vari modelli tra cui Audi 80, Audi Coupé, Audi 90.
È di quegli anni la sua partecipazione al campionato italiano rally, di cui vinse l'edizione femminile nel 1987, seguita da quella al campionato europeo rally, nel quale ottenne una vittoria assoluta nel rally di San Marino e il sesto posto nella classifica generale nel 1988. Seguì l'esordio nel campionato mondiale rally dove il primo buon risultato fu nel 1988, con il nono posto al rally di Sanremo.
Partecipò al campionato mondiale anche nei due anni successivi, sempre alla guida dell'Audi, con l'eccezione del Rally d'Argentina del 1990, corso su Lancia Delta.
Nel 1991 passò alla guida di una Lancia del team Lancia Totip, affiancando Dario Cerrato nelle gare del campionato nazionale a bordo della Lancia Delta Integrale. Il 1992 la vide guidare nuovamente una Audi, la S2.
Dal 1993 al 2002 la sua carriera si interruppe, per riprendere nuovamente al rally dell'isola d'Elba e al rally di San Marino alla guida di una Subaru.
Dopo un nuovo lungo stop, rientrò in gara partecipando alle prime due edizioni della Ronde dell'Elba, con una Mitsubishi Lancer Evo 9 nel 2007 e con una Toyota Corolla WRC nel 2008.
In quest'ultima edizione, si rese protagonista di una rimonta quando, trovatasi molto indietro per gravissimi problemi ai fanali dopo le prove notturne, riuscì a giungere al decimo posto assoluto.

## Risultati nel WRC
| 1988 | Scuderia               | Vettura         |  |  |  |  |  |  |  |  |  |  |  |   |  |  |  |  | Punti | Pos. |
| ---- | ---------------------- | --------------- |  |  |  |  |  |  |  |  |  |  |  | - |  |  |  |  | ----- | ---- |
| 1988 | Audi Sport Europa Team | Audi 90 Quattro |  |  |  |  |  |  |  |  |  |  |  | 9 |  |  |  |  | 2     | 72º  |

| 1989 | Scuderia                             | Vettura         |   |  |     |  |   |     |  |  |  |  |     |     |  |  |  |  | Punti | Pos. |
| ---- | ------------------------------------ | --------------- | - |  | --- |  | - | --- |  |  |  |  | --- | --- |  |  |  |  | ----- | ---- |
| 1989 | Audi Sport Europa Team ed Audi Sport | Audi 90 Quattro | 9 |  | Rit |  | 9 | Rit |  |  |  |  | Rit | Rit |  |  |  |  | 4     | 57º  |

| 1990 | Scuderia               | Vettura                                  |     |    |  |   |     |  |     |    |     |     |  |  |  |  |  |  | Punti | Pos. |
| ---- | ---------------------- | ---------------------------------------- | --- | -- |  | - | --- |  | --- | -- | --- | --- |  |  |  |  |  |  | ----- | ---- |
| 1990 | Audi Sport Europa Team | Audi 90 Quattro e Lancia Delta Integrale | Rit | 16 |  | 9 | Rit |  | Rit | 32 | Rit | Rit |  |  |  |  |  |  | 2     | 54º  |

| Legenda | 1º posto | 2º posto | 3º posto | A punti | Senza punti | Ritirato | Squalificato | NP=Non partito C=Gara cancellata | Apice=Power stage |